# Taravaus
Taravaus es una localidad española del municipio de Vilanant, perteneciente a la provincia de Gerona, en la comunidad autónoma de Cataluña.

## Toponimia
El nombre del lugar puede encontrarse referido con las grafías Tarabaus y Taravaus.

## Historia
Hacia mediados del siglo XIX, el lugar, por entonces con ayuntamiento propio, tenía contabilizada una población de 201 habitantes. Aparece descrito en el decimocuarto volumen del Diccionario geográfico-estadístico-histórico de España y sus posesiones de Ultramar de Pascual Madoz de la siguiente manera:

TARABAUS: l. con ayunt. en la prov. y dióc. de Gerona (4 1/2 leg.), part jud. de Figueras (1 1/2), aud. terr. y c. g. de Barcelona (24). sit. en terreno llano, cubierto de bosques, á la márg. izq. del r. Algama, con buena ventilacion y clima templado y sano; las enfermedades comunes son fiebres intermitentes. Tiene 60 casas y una igl. parr. (San Martin) servida por un cura de ingreso de provision real y ordinaria: este templo es pequeño, pero muy antiguo; fue consagrado á 15 de las calendas de junio (17 de mayo) de 1321 por Berenguer, ob. de Cristópoiis (Escutari), con licencia por escrito del ob. de Gerona. El térm. confina: N. Vilanant; E. Aviñonet; S. Ordis, y O. Navata. El terreno es de buena calidad en la parte cultivable; lo demas está cubierto de bosques; le fertiliza el rio Algama, y le cruzan varios caminos locales. prod.: trigo, legumbres, vino y aceite; cria ganado y caza de distintas especies. pobl.: 30 vec., 201 alm. cap. prod.: 1.462,000 rs. imp.: 36,550.
(Madoz, 1849, p. 590)

El municipio de Tarabaus desapareció en 1969 al ser incorporado al término municipal de Navata.
En 1996 se aprobó la segregación de Taravaus del municipio de Navata y su incorporación al de Vilanant. En 2022, la entidad singular de población tenía empadronados 51 habitantes y el núcleo de población 23 habitantes.

## Demografía
| Gráfica de evolución demográfica de Taravaus entre 1842 y 1960 |
| |
| Población de derecho según los censos de población del INE Población de hecho según los censos de población del INEEntre el censo de 1970 y el anterior, este municipio desaparece porque se integra en el municipio Navata |

## Patrimonio
En la localidad hay una iglesia bajo la advocación de San Martín.